# St. Peter und Paul (Wiefelsdorf)

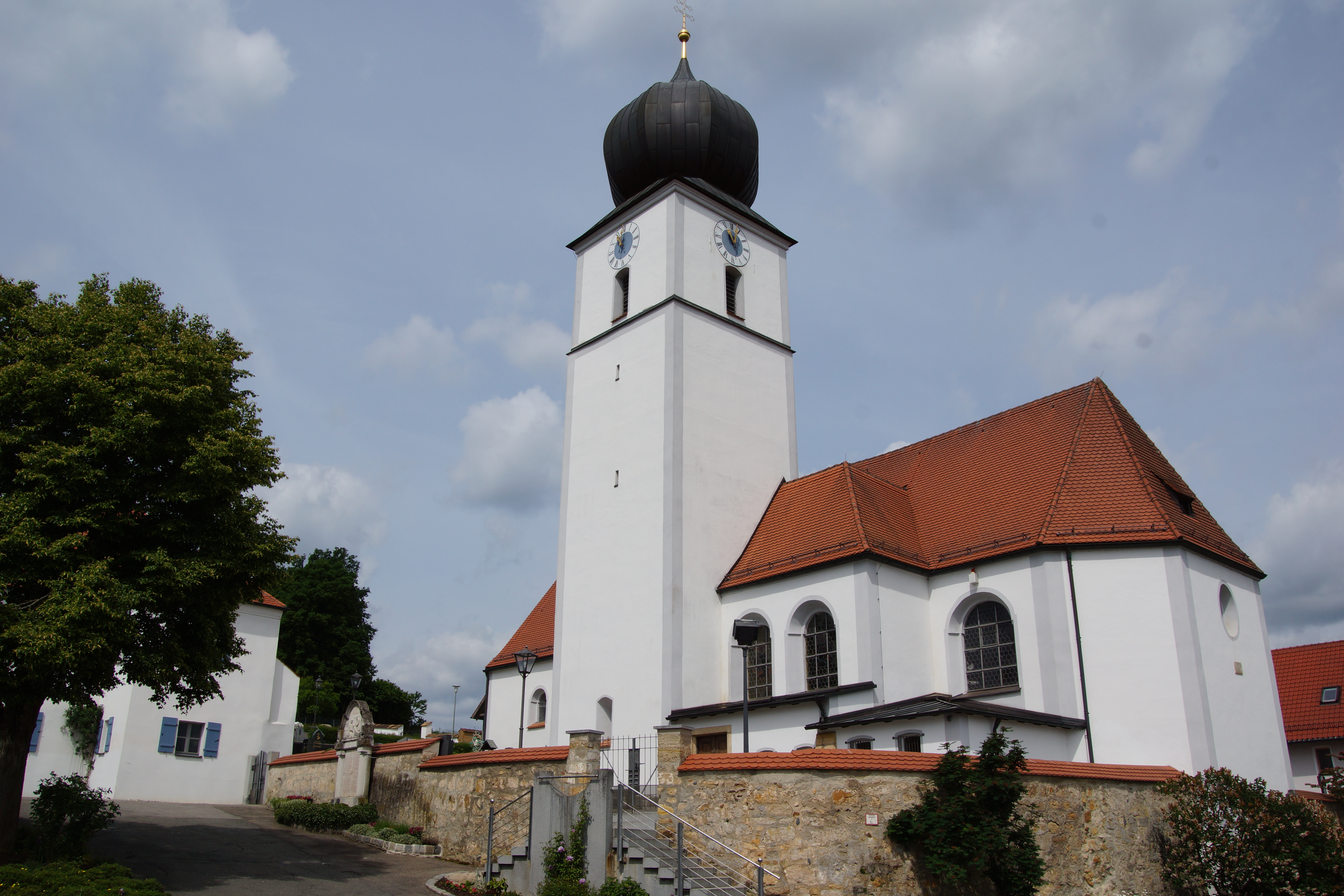
St. Peter und Paul (Wiefelsdorf)

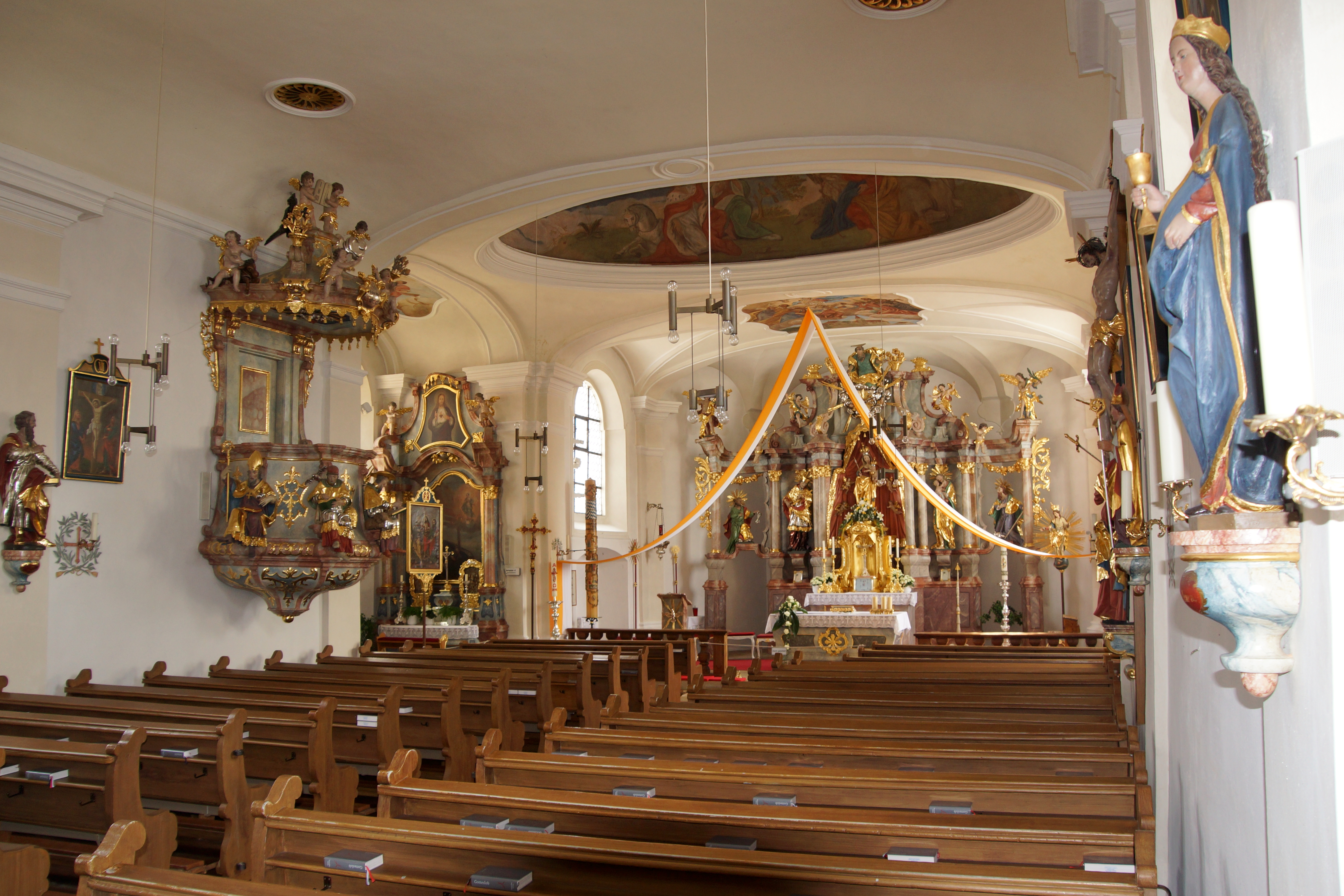
Innenraum

Die römisch-katholische, denkmalgeschützte Pfarrkirche St. Peter und Paul steht in Wiefelsdorf, einem Gemeindeteil der Großen Kreisstadt Schwandorf im Landkreis Schwandorf der Oberpfalz. Sie gehört zum Bistum Regensburg. Das Bauwerk ist unter der Denkmalnummer D-3-76-161-63 als Baudenkmal in die Bayerische Denkmalliste eingetragen.

## Beschreibung
Um 1445 wurde das im Kern romanische Langhaus der Saalkirche von 1230/40 grundlegend erneuert und ein Kirchturm an der Südwand des Langhauses errichtet. Durch den 1747/48 erfolgten Anbau des Querschiffs und des dreiseitig geschlossenen Chors im Osten wurde die Saalkirche zur Kreuzkirche erweitert. Der Kirchturm wurde 1778 mit einem Geschoss aufgestockt, das die Turmuhr und den Glockenstuhl beherbergt, und mit einer Zwiebelhaube bedeckt. 
Zur Kirchenausstattung gehören Altäre aus der Mitte des 18. Jahrhunderts und die um 1730 gebaute Kanzel, deren Brüstung mit Statuetten von vier Kirchenvätern versehen ist. Auf dem Schalldeckel sind die vier Evangelistensymbole zu sehen.